# Defenders of the Earth
Defensores da Terra (Defenders of the Earth, no original) é uma série de televisão americana animada produzida em 1985, apresentando personagens de três histórias em quadrinhos distribuídas pela King Features Syndicate - Flash Gordon, O Fantasma, Mandrake, o Mágico, e o sidekick de Mandrake, Lothar - contra Ming, o Impiedoso no ano de 2015. Personagens de apoio incluem seus filhos Rick Gordon (filho de Flash Gordon), Jedda Walker (filha do Fantasma), Kshin (filho adotivo de Mandrake), e o filho de Lothar, LJ. A série durou 65 episódios. Juntamente com estes havia a pantera Kisa de Jedda e o menino, filho adotivo de Mandrake, Kshin. Kshin tinha um mascote chamado Zuffy, um zufóide, uma espécie animal de Mongo trazida à Terra por Rick Gordon.
Em Portugal este desenho foi emitido pela RTP. No Brasil, foi exibido no SBT durante os anos de 1987 e 1990, em programas como o Show Maravilha, e no extinto canal Locomotion (DirecTV). Alguns episódios da série também chegaram a ser lançados em VHS.

## Premissa
Flash Gordon e seu filho Rick escapam de Ming, o Impiedoso, que esgotou os recursos naturais de seu planeta natal Mongo e deseja explorar a Terra. Ming tenta fazer uma lavagem cerebral na esposa de Flash, Dale Arden , mas ela resiste até a morte, após o que sua psique é posteriormente incluída no supercomputador Dynac X dos Defensores. Mais tarde, Flash e Mandrake organizam os Defensores contra Ming.

## Personagens

### Protagonistas
Os Defensores da Terra
- Flash Gordon (voz original de Lou Richards) - Líder dos Defensores da Terra: um piloto espacial e pai de Rick Gordon.
- Fantasma (voz original de Peter Mark Richman) - Seu nome verdadeiro é Kit Walker. Essencialmente idêntico ao personagem de Lee Falk , mas diferindo do original por entoar a frase "Pela Lei da Selva", o Espírito Que Anda (como ele é conhecido pelos nativos de sua tribo), usando o Anel da Caveira, invoca o poder de dez tigres",  momentaneamente recebendo superforça.
- Seu cavalo Herói e seu lobo Devil fazem breves aparições. Os créditos finais descrevem este Fantasma dizendo "Este é o 27º Fantasma."
- Mandrake, o Mágico (voz original de Peter Renaday) - Um hipnotizador e místico capaz de manipular as percepções dos outros quase à vontade. Ele é frequentemente retratado como um líder secundário dos Defensores e, às vezes, o narrador de suas decisões.
- Lothar (voz original de Buster Jones) - Assistente e guarda-costas de Mandrake, um negro de 1,70 de altura dotado de força sobre-humana, sendo ele um poderoso lutador, um mecânico hábil e um grande mestre da estratégia.
- Richard "Rick" Gordon (voz original de Loren Lester) - Richard é um gênio impulsivo da computação e filho de Flash Gordon. Rick, junto com muitos dos outros adolescentes do show, compareceu ao Central High localizado em Central City. Rick Gordon foi inicialmente planejado para ser Kit Walker, o filho do Fantasma.
- LJ (voz original de Dion Williams) - Abreviação de 'Lothar Jr.', LJ é o filho de Lothar e melhor amigo de Rick, sendo ele um exímio especialista em artes marciais. Quando em um episódio, os Defensores localizam um cristal que mostra que um de seus maiores desejos é derrotar o antagonista Octon.
- Jedda Walker (voz original de Sarah Partridge) - Jedda é a filha do Fantasma e exibe telepatia e poderes extra-sensoriais limitados, geralmente expressos por comunicação com sua pantera negra Kisa. Há pouca ou nenhuma menção a sua mãe, embora em um episódio ela seja a enteada relutante da Rainha Hadea. Algumas parcelas implicam em um relacionamento com Rick Gordon. Jedda Walker foi inicialmente planejado para ser Jedda Gordon, filha de Flash Gordon.
- Kshin (voz original de Adam Carl) - Kshin é um menino órfão indiano, adotado por Mandrake e treinado como seu aprendiz. Suas origens são reveladas no episódio do final da temporada "A adoção de Kshin", onde é mostrado que ele era um jovem órfão de rua encontrado por Mandrake em Teerã, depois que uma gangue de meninos de rua tentou usá-lo como uma distração em uma tentativa fracassada de furto de carteira. Ele geralmente é acompanhado pelo extraterrestre "Zuffy", inicialmente encontrado por Rick Gordon no planeta Mongo.
- Dynac X (voz original de Diane Pershing) - Dynac X é o computador central da Sede dos Defensores, cujo sistema operacional é programado para conter a psique da esposa de Flash Gordon. Embora ela nunca seja abordada pelo nome na série, a adaptação dos quadrinhos dos dois primeiros episódios identifica a "Sra. Gordon" assassinada como Dale Arden, namorada de Gordon nos quadrinhos. Diane Pershing é a única artista da Filmation que reprisou seu papel erm outra produção.

### Antagonistas
- Ming the Merciless (voz original de Ron Feinberg) - Um senhor da guerra ou supervilão decidido a explorar os recursos naturais da Terra, baseado na 'Estação de Gelo Terra'. Esta versão é mais grotesca do que sua aparência tradicional para evitar estereótipos raciais; um tratamento semelhante seria usado no Mandarim na série animada do Homem de Ferro e no Dr. No em James Bond Jr. , em que todos os três personagens receberam pele verde e orelhas pontudas.
- Príncipe Kro-Tan (voz original de Hal Rayle) - filho de Ming, o Impiedoso
- Princesa Castra (voz original de Jennifer Darling) - filha de Ming, o Impiedoso
- Octon (voz original de William Callaway) -Uma  inteligência artificial similar a um polvo, equivalente a uma 'versão do mal' de Dynac X, que aconselha Ming, o Impiedoso, sobre métodos para conquistar a Terra ou derrotar os Defensores. Seu nome é derivado de um oponente de Mandrake nos quadrinhos, onde identifica um senhor do crime também conhecido como Cobra.
- Garax (voz original de William Callaway) - o líder dos soldados mecânicos de Ming, os Robôs de Gelo. Ele é o único deles a se repetir, e o único que recebe qualquer distinção dos outros, que são freqüentemente mortos em massa pelos Defensores.
- Mongor - um animal de estimação gigante em forma de serpente de Ming, o Impiedoso.
- Kurt Walker (voz original de William Callaway) - com o apelido de "N'Dama o Demônio do Tempo", Kurt é o irmão mais velho do Fantasma. Ao competir em um julgamento com Kit pelo direito de se tornar o próximo Fantasma, Kurt venceu, mas foi preterido em favor de Kit devido ao seu pai saber que ele havia mentido e trapaceado, além de abandonar seu irmão após causar uma queda de pedra que o tinha ferido. Isso resulta em ele sendo deserdado por seu pai, e no desprezo que ele tem por Kit. Kurt foi criado especificamente para a série e nunca apareceu em outro lugar.
- The Sky Band - Uma coalizão de invasores retratados nos quadrinhos do Fantasma; aqui descritos como piratas espaciais.
- Rainha Hadea - governante do 'Netherworld' subterrâneo, onde ela é a última em uma dinastia de monarcas servidas por humanóides pálidos e deformados. Em sua primeira aparição, Hadea deseja tomar o Fantasma como consorte. Depois de mais tarde se oferecer para curar a ferida Jedda Walker, ela mostra um breve interesse em assumir um papel maternal na vida da menina. Sua grande ambição é capturar o poderoso 'Colar de Orros', que confere o controle de outras pessoas na presença do usuário.
- Graviton - o dono original do Colar de Oros, e que implica ter vivido entre os Moai de Rapa Nui, Graviton é um ser extradimensional de origem desconhecida, que busca recuperar o Colar da Terra e se estabelecer como ditador.

## Produção
A Marvel Productions e a King Features Syndicate trabalharam juntas para desenvolver o show. Marvel Productions trouxe a empresa de consultoria Q5 Corporation para ajudar a desenvolver o show. Os consultores da Q5 consistem em psicologia PhDs em e profissionais de publicidade, marketing e pesquisa. A animação da série foi feita no exterior pela Daewon Media e Sei Young Animation (agora fundida com Dong Woo Animation) e AKOM em Seul, Coreia do Sul, e Toei Animation em Tóquio, Japão.

## Episódios
| No.                               | Título                                        | Escrito por                               | Data de estreia original |
| --------------------------------- | --------------------------------------------- | ----------------------------------------- | ------------------------ |
| 1                                 | "Escape from Mongo"                           | Dick Robbins e Bryce Malek                | 8 de setembro de 1986    |
| 2                                 | "A Criação do Monitor"                        | Guilda Mel                                | 9 de setembro de 1986    |
| 3                                 | "Um demônio no bolso"                         | Chuck Lorre                               | 10 de setembro de 1986   |
| 4                                 | "A House Divided"                             | Jimmy Griffin e Dave Weathers             | 11 de setembro de 1986   |
| 5                                 | "Bits 'n' Chips"                              | Mark Zaslove , Dick Robbins e Bryce Malek | 12 de setembro de 1986   |
| 6                                 | "A raiz do mal"                               | Ken Cinnamon e Karen Wengrod              | 15 de setembro de 1986   |
| 7                                 | "Guerra Fria"                                 | Anthony Zalewski                          | 16 de setembro de 1986   |
| 8                                 | "O adormecido acorda"                         | Arthur Byron Cover                        | 17 de setembro de 1986   |
| 9                                 | "A Vingança de Astra"                         | Creighton Barnes                          | 18 de setembro de 1986   |
| 10                                | "O Salão da Sabedoria"                        | Larry Parr e Gar Haywood                  | 19 de setembro de 1986   |
| 11                                | "Os guerreiros da mente, parte 1"             | Evelyn AR Gabai                           | 22 de setembro de 1986   |
| 12                                | "Os guerreiros da mente, parte 2"             | Evelyn AR Gabai                           | 23 de setembro de 1986   |
| 13                                | "As joias perdidas do Tibete"                 | Arthur Byron Cover                        | 24 de setembro de 1986   |
| 14                                | "O Mal do Doutor Dark"                        | Alfred A. Aches                           | 25 de setembro de 1986   |
| 15                                | "Diamantes são os melhores amigos de um Ming" | Guilda Mel                                | 26 de setembro de 1986   |
| 16                                | "The Men of Frost"                            | Kathryn M. Drennan                        | 29 de setembro de 1986   |
| 17                                | "Campo de batalha"                            | Doug Smith                                | 30 de setembro de 1986   |
| 18                                | "O perigo da pantera"                         | Paul Davids                               | 1 de outubro de 1986     |
| 19                                | "Fúria das Profundezas"                       | David Wise                                | 2 de outubro de 1986     |
| 20                                | "Reunião de familia"                          | Jimmy Griffin e Dave Weathers             | 3 de outubro de 1986     |
| 21                                | "A defesa nunca descansa"                     | Francis Moss                              | 6 de outubro de 1986     |
| 22                                | "Tal pai tal Filha"                           | Francis Moss                              | 7 de outubro de 1986     |
| 23                                | "O candidato a defensor"                      | Evelyn AR Gabai                           | 8 de outubro de 1986     |
| 24                                | "Entradas para a escuridão"                   | John Shirley                              | 9 de outubro de 1986     |
| 25                                | "Acerto com o diabo"                          | Jim Barmierer e Bob Rosenfarb             | 10 de outubro de 1986    |
| 26                                | "Terror no tempo"                             | Bill DuBay                                | 13 de outubro de 1986    |
| -Ator convidado Príncipe Valente. |                                               |                                           |                          |
| 27                                | "Ajudantes domésticos de Ming"                | David Schwartz                            | 14 de outubro de 1986    |
| 28                                | "O Starboy"                                   | David Wise                                | 15 de outubro de 1986    |
| 29                                | "The Gods Awake"                              | David Wise                                | 16 de outubro de 1986    |
| 30                                | "O fantasma anda de novo"                     | David Wise                                | 17 de outubro de 1986    |
| 31                                | "O Livro dos Mistérios"                       | David Wise                                | 20 de outubro de 1986    |
| 32                                | "O futuro vem apenas uma vez"                 | Rick Merwin                               | 21 de outubro de 1986    |
| 33                                | "Kshin e o Navio Fantasma"                    | Richard Merwin                            | 22 de outubro de 1986    |
| 34                                | "O Carnaval do Doutor Kalihari"               | Allan Cole e Chris Bunch                  | 23 de outubro de 1986    |
| 35                                | "O mistério do livro"                         | David Wise                                | 24 de outubro de 1986    |
| 36                                | "Flash Times Four"                            | Chris Bunch e Allan Cole                  | 27 de outubro de 1986    |
| 37                                | "O Coração Congelado"                         | Chuck Lorre                               | 28 de outubro de 1986    |
| 38                                | "Rick Gordon, Exército de Um Homem"           | Francis Moss                              | 29 de outubro de 1986    |
| 39                                | "Os Ritos de Zesnan"                          | Kevin Rock                                | 30 de outubro de 1986    |
| 40                                | "Audie e Tweak"                               | David Wise                                | 31 de outubro de 1986    |
| 41                                | "Retorno da Skyband"                          | David Wise                                | 3 de novembro de 1986    |
| 42                                | "Poção do Drácula"                            | Chris Bunch e Allan Cole                  | 4 de novembro de 1986    |
| 43                                | "Um dos caras"                                | Chuck Lorre                               | 5 de novembro de 1986    |
| 44                                | "100 Proof Highway"                           | Chris Bunch e Allan Cole                  | 6 de novembro de 1986    |
| 45                                | "The Time Freezer"                            | Paul Davids                               | 7 de novembro de 1986    |
| 46                                | "O príncipe faz sua jogada"                   | Dick Robbins e Bryce Malek                | 10 de novembro de 1986   |
| 47                                | "O Príncipe Triunfante"                       | David Wise                                | 11 de novembro de 1986   |
| 48                                | "O Príncipe Casado"                           | David Wise                                | 12 de novembro de 1986   |
| 49                                | "A caça real do príncipe"                     | David Wise                                | 13 de novembro de 1986   |
| 50                                | "O Príncipe Destronado"                       | David Wise                                | 14 de novembro de 1986   |
| 51                                | "Regresso ao Lar de Lothar"                   | Francis Moss                              | 17 de novembro de 1986   |
| 52                                | "Sabotagem Suspensa"                          | Kevin Rock                                | 18 de novembro de 1986   |
| 53                                | "O Chamado dos Eternos"                       | Gar Haywood                               | 19 de novembro de 1986   |
| 54                                | "O Retorno do Doutor Dark"                    | Reed Robbins                              | 20 de novembro de 1986   |
| 55                                | "A batalha mais mortal"                       | Chuck Lorre                               | 21 de novembro de 1986   |
| 56                                | "O Colar de Orros"                            | Mark Zaslove e Mark Edens                 | 24 de novembro de 1986   |
| 57                                | "Espaço Rasgado"                              | Mark Zaslove e Mark Edens                 | 25 de novembro de 1986   |
| 58                                | "Inverno Ming"                                | Mark Zaslove e Mark Edens                 | 26 de novembro de 1986   |
| 59                                | "A Rainha de Ouro"                            | Mark Zaslove e Mark Edens                 | 27 de novembro de 1986   |
| 60                                | "A Gravidade de Ming"                         | Mark Zaslove e Mark Edens                 | 28 de novembro de 1986   |
| 61                                | "Carne e sangue"                              | David Wise                                | 1 de dezembro de 1986    |
| 62                                | "The Drowning World"                          | Chris Bunch e Allan Cole                  | 2 de dezembro de 1986    |
| 63                                | "A adoção de Kshin"                           | Bill DuBay                                | 3 de dezembro de 1986    |
| 64                                | "Street Smarts"                               | Guilda Mel                                | 4 de dezembro de 1986    |
| 65                                | "Lagartos Trovão de Ming"                     | Allan Cole e Chris Bunch                  | 5 de dezembro de 1986    |

## Versões caseiras
Em 1987, episódios selecionados do show foram lançados em quatro fitas VHS pela Family Home Entertainment na América do Norte.
Aproximadamente duas décadas após o término da produção, a série foi lançada ao redor do mundo em DVD, apresentando vários episódios e embalagens dependendo da região.

### Estados Unidos
Em 10 de outubro de 2006 e 3 de abril de 2007 a série foi lançada em DVD pela BCI Eclipse Entertainment LLC (sob seu selo de entretenimento clássico de animação Ink & Paint) na Região 1, contendo todos os 65 episódios de transmissão originais em dois Volumes da série completa, sem cortes e não editados, restaurados e remasterizados e apresentados na ordem de continuidade do enredo original.
Este lançamento inclui entrevistas com o editor de histórias Bryce Malek, o escritor David Wise e o artista Michael Swanigan - cada um dos quais reflete sobre vários pontos do processo criativo, incluindo as origens dos personagens, questões legais em torno das propriedades, conteúdo polêmico e formas de cuja produção diferia de outras de seu tempo.
Mill Creek Entertainment relançou a série completa em DVD na Região 1 em 18 de maio de 2010. 
A série está sendo transmitida pela Prime Video e Tubi TV.

### Alemanha
O NOVO KSM FILM lançou a série na Alemanha:
- Defenders of the Earth (Gesamtedition) (1-Blu-ray) - somente em alemão - sem extras
- Defenders of the Earth (Superbox) (DVDs com 4 discos) - somente em alemão - sem extras
- Defenders of the Earth (Volume Um) (DVDs com 6 discos) - somente em alemão - versão anterior, sem extras
- Defenders of the Earth (Volume Dois) (DVDS com 6 discos) - somente em alemão - versão anterior, sem extras

### Austrália
A Force Entertainment lançou a série na Austrália:
- Defensores da Terra (conjunto de 6 discos)
- Defenders of the Earth (conjunto de 8 discos), o disco 7 apresenta o filme "The Story Begins" e o disco 8 o filme "Prince of Kro-Tan".

O primeiro episódio aparece nos lançamentos do DVD BCI Eclipse para:
- All-Stars Animada Coleção
- As novas aventuras de Flash Gordon: a série completa

A BCI também lançou dois conjuntos de 5 discos que cobrem toda a série:
- Defenders of the Earth - Série Completa Volume 1 (5-Discs) 33 Episódios
- Defenders of the Earth — Complete Series Volume 2 (5-Discs) 32 episodes (3 de abril de 2007)

### Reino Unido
Episódios selecionados estão disponíveis no Reino Unido, em compilações que incluem: 
Hollywood DVD LTD
- Defensores da Terra - a história começa

Delta Music PLC
- Defenders of the Earth vol 1
- Defenders of the Earth vol 2
- Defenders of the Earth vol 3
  - Os volumes acima incluem três episódios cada, cobrindo os primeiros oito episódios da série e o final da série, "Ming's Thunder Lizards".
- Filme Defenders of the Earth - "O Livro dos Mistérios"
  - "O Livro dos Mistérios" combina os episódios 31-35
- Filme Defensores da Terra - "Príncipe Kro-Tan"
  - "Prince of Kro-Tan" combina os episódios 46-50
- Filme Defensores da Terra - "Colar de Oros"
  - "Colar de Oros" combina episódios 56-60

A série completa foi lançada no Reino Unido pela Fabulous Films e Fremantle Media em 18 de fevereiro de 2013.

### Suécia
Vídeo VHS-Select (7104/73)  O poder do mal (1987)   episódios incl - O Poder do Mal (?), Irmãos (?), Dynak i Fara (?) - Apenas voz sueca

## Elenco de Dublagem
- Gilberto Rocha (pai) (Elenco) / Daoiz Cabezudo (Mastersound) - Fantasma
- Carlos Campanile (Elenco) / Renato Márcio (Mastersound) - Flash Gordon
- Luiz Carlos de Moraes (Elenco) / Fábio Moura (Mastersound) - Mandrake
- Antônio Moreno (Elenco) / Affonso Amajones (Mastersound) - Lothar
- Ézio Ramos (Elenco) / Paulo Porto (Mastersound) - Rick Gordon
- Paulo Ivo (Elenco) / Celso Alves (Mastersound) Lothar Jr. 'L.J.'
- Sandra Campos (Elenco) / Fátima Noya (Mastersound) - Jedda
- Orlando Viggiani (Elenco) / Fátima Noya (Mastersound) - Kshin
- Waldyr de Oliveira (Elenco) / Francisco Borges (Mastersound) - Ming
- Nelson Batista e Fábio Vilalonga (Elenco) / Celso Alves (Mastersound) - Príncipe Kro-Tan
- José Soares (Elenco) / Paulo Porto (Mastersound) - Garax
- Locutores: Felipe Di Nardo (Elenco) / Emerson Camargo (Mastersound)
- Estúdio: Elenco (Televisão) / Mastersound (VHS Teen Action)
- Direção de Dublagem: José Soares (Elenco)

## Episódios
1. "Escape from Mongo"
2. "The Creation of Monitor"
3. "A Demon in His Pocket"
4. "A House Divided"
5. "Bits 'n' Chips"
6. "Root of Evil"
7. "Cold War"
8. "The Sleeper Awakes"
9. "The Revenge of Astra"
10. "Hall of Wisdom"
11. "The Mind Warriors, Part 1"
12. "The Mind Warriors, Part 2"
13. "The Lost Jewels of Tibet"
14. "The Evil of Doctor Dark"
15. "Diamonds Are a Ming's Best Friend"
16. "The Men of Frost"
17. "Battleground"
18. "The Panther Peril"
19. "Fury of the Deep"
20. "Family Reunion"
21. "The Defense Never Rests"
22. "Like Father, Like Daughter?"
23. "The Would-Be Defender"
24. "Doorways into Darkness"
25. "Deal with the Devil"
26. "Terror in Time" (participação especial do Príncipe Valente)[2]
27. "Ming's Household Helpers"
28. "The Starboy"
29. "The Gods Awake"
30. "The Ghost Walks Again"
31. "The Book of Mysteries"
32. "The Future Comes But Once"
33. "Kshin and the Ghost Ship"
34. "The Carnival of Doctor Kalihari"
35. "The Mystery of the Book"
36. "Flash Times Four"
37. "The Frozen Heart"
38. "Rick Gordon, One-Man Army"
39. "The Rites of Zesnan"
40. "Audie and Tweak"
41. "Return of the Skyband"
42. "Dracula's Potion"
43. "One of the Guys"
44. "100 Proof Highway"
45. "The Time Freezer"
46. "The Prince Makes His Move"
47. "The Prince Triumphant"
48. "The Prince Weds"
49. "The Prince's Royal Hunt"
50. "The Prince Dethroned"
51. "Lothar's Homecoming"
52. "Suspended Sabotage"
53. "Call of the Eternals"
54. "The Return of Doctor Dark"
55. "The Deadliest Battle"
56. "The Necklace of Oros"
57. "Torn Space"
58. "Ming Winter"
59. "The Golden Queen"
60. "The Gravity of Ming"
61. "Flesh and Blood"
62. "The Drowning World"
63. "The Adoption of Kshin"
64. "Street Smarts"
65. "The Thunder Lizards of Ming"

## Em outra mídia

### Quadrinhos
Em 1987, Star Comics (selo infantil da Marvel Comics) publicou uma revista em quadrinhos, que durou apenas quatro edições. Roteirizada por Stan Lee (#1) e Michael Higgins (#2-4) e ilustrada por Alex Saviuk e Fred Fredericks. A última edição contou com uma legenda "next issue", porém, a quinta edição não foi publicada. A série teve uma linha de action figures, livros e um jogo para computador.
Em 2013,  a editora lançou uma minissérie de crossover em cinco edições chamada King's Watch (onde, assim como na série animada como na série animada, Fantasma se une com Mandrake e Flash Gordon), em 2015, publicou cinco minisséries em cinco edições dos heróis Flash Gordon, O Fantasma, Mandrake, Príncipe Valente e Jim das Selvas, todas interligadas ao evento "King", criado em comemoração ao centenário do syndicate. Esta série foi escrita por Brian Clevinger e ilustrada por Brent Schoonover;
Em maio de 2016, os heróis da King Features são reunidos novamente em Kings Quest, escrito por Ben Acker e Heath Corson e ilustrado por Dan McDaid.l
Em 2024, Mad Cave Studios publicou uma edição encadernada da revista publicada pela Marvel e lançou uma nova revista.

### Livros
Existem livros relacionados à série, incluindo The Creation of Monitor, A House Divided, The Sun-Stealers e Computer Checkmate.

### Bonecos de ação
Uma linha de action figures produzidos por Galoob incluiu Flash Gordon, Mandrake, Lothar, o Fantasma, Ming e Garax. 

### Vídeogames
Um videogame foi lançado pela Enigma Variations Software em 1990, para os sistemas Amiga, Atari ST, Commodore 64, Amstrad CPC, SAM Coupe e ZX Spectrum. Era um jogo de ação side-scrolling apresentando os heróis Flash Gordon, Lothar, o Fantasma e Mandrake da série em uma missão para resgatar seus filhos que foram sequestrados por Ming. O jogador controla o Flash e pode chamar os outros personagens para ajudá-lo a contornar as defesas do castelo de Ming.

## Paródias
- Uma paródia, chamada Protectors of the Earth, é composta pelos personagens de tiras de jornal Dr. Rex Morgan , Mary Worth, Garfield e Mark Trail.
- Robot Chicken produziu um esquete onde Flash Gordon, Mandrake e o Fantasma operavam como parte de uma vigilância de bairro.